# Рок-периферия
Рок-периферия — движение сибирских рок-клубов, возникшее в 1986 году и координируемое из центра, находящегося в Барнауле. В рамках движения проводился ряд рок-фестивалей, издавался свой самиздатовский журнал и проводились концерты. Первый фестиваль («Рок-периферия-1987») был организован по инициативе рок-клуба города Барнаула и являлся одним из самых заметных событий в среде рок-музыки Сибири.

## Фестивали, проводимые движением, и некоторые участники
1. I всесибирский фестиваль «Рок-периферия-1987». Место проведения: Барнаул. Участники: «Девять» (Барнаул), «Амальгама» (Красноярск), «Проспект» (Стрежевой, Томская область), «Шанс» (Омск).
2. II всесибирский фестиваль «Рок-периферия-1988». Место проведения: Барнаул. Участники: «Амальгама» (Красноярск), «Дядя Го» (Барнаул), «Экскурсия 13», «Идея Фикс» (Новосибирск), «Шанс» (Омск).
3. III всесибирский фестиваль «Рок-периферия-1989». Место проведения: Красноярск. Участники: «Миссия: Антициклон» (Магадан), «Апрельский Марш», «Чолбон» (Намцы, Якутия), «Дядя Го» (Барнаул), «Седьмое Утро»[1][2],
4. IV всесибирский фестиваль «Рок-периферия-1990». Место проведения: Омск.
5. I международный фестиваль «Рок-Азия», проводился в 1990 году.

## Известные участники движения
- Евгений Колбашев в качестве руководителя рок-клуба.
- Группа «Дядя Го» и её лидер Евгений Чикишев.
- Группа «Сестра» и её лидер Константин Жигулин.
- Группа «Амальгама».
- Группа «Идея Фикс».
- Группа «Инструкция по выживанию».
- Группа «Девять».

## Самиздат
В 1989—1990 гг движением издавался самиздатовский журнал «ПНС (Периферийная нервная система)», в редакцию которого входил Е. В. Колбашев и В. П. Макашенец.